# Corey Perry
Corey Perry (Ontário, 16 de maio de 1985) é um jogador canadense de hóquei no gelo. Entrou na liga em 2005 pelo Anaheim Ducks, pelo qual foi campeão da Copa Stanley em 2007, bem como vencedor do Troféu Memorial Hart como melhor jogador da temporada e Troféu Maurice "Rocket" Richard de artilheiro da liga em 2011. Perry foi bicampeão olímpico junto de seu companheiro de equipe Ryan Getzlaf na Seleção do Canadá de Hóquei no Gelo, e ao vencer o Campeonato Mundial de 2016 se tornou o 27o jogador de hóquei a conquistar o ouro triplo, com títulos das três maiores competições do esporte. Após Perry sair de Anaheim, foi a três finais consecutivas da Copa Stanley por Dallas Stars, Montreal Canadiens e Tampa Bay Lightning, e acrescentou uma quinta final em 2024 com o Edmonton Oilers.

## Carreira
| 2001–02       | London Knights          | OHL           | 60    | 28  | 31  | 59  | 56    | 12  | 2  | 3  | 5   | 30  |
| 2002–03       | London Knights          | OHL           | 67    | 25  | 53  | 78  | 147   | 14  | 7  | 16 | 23  | 27  |
| 2003–04       | London Knights          | OHL           | 66    | 40  | 73  | 113 | 98    | 15  | 7  | 15 | 22  | 20  |
| 2003–04       | Cincinnati Mighty Ducks | AHL           | —     | —   | —   | —   | —     | 3   | 1  | 1  | 2   | 4   |
| 2004–05       | London Knights          | OHL           | 60    | 47  | 83  | 130 | 117   | 18  | 11 | 27 | 38  | 46  |
| 2005–06       | Portland Pirates        | AHL           | 19    | 16  | 18  | 34  | 32    | —   | —  | —  | —   | —   |
| 2005–06       | Mighty Ducks of Anaheim | NHL           | 56    | 13  | 12  | 25  | 50    | 11  | 0  | 3  | 3   | 16  |
| 2006–07       | Anaheim Ducks           | NHL           | 82    | 17  | 27  | 44  | 55    | 21  | 6  | 9  | 15  | 37  |
| 2007–08       | Anaheim Ducks           | NHL           | 70    | 29  | 25  | 54  | 108   | 3   | 2  | 1  | 3   | 8   |
| 2008–09       | Anaheim Ducks           | NHL           | 78    | 32  | 40  | 72  | 109   | 13  | 8  | 6  | 14  | 36  |
| 2009–10       | Anaheim Ducks           | NHL           | 82    | 27  | 49  | 76  | 111   | —   | —  | —  | —   | —   |
| 2010–11       | Anaheim Ducks           | NHL           | 82    | 50  | 48  | 98  | 104   | 6   | 2  | 6  | 8   | 4   |
| 2011–12       | Anaheim Ducks           | NHL           | 80    | 37  | 23  | 60  | 127   | —   | —  | —  | —   | —   |
| 2012–13       | Anaheim Ducks           | NHL           | 44    | 15  | 21  | 36  | 72    | 7   | 0  | 2  | 2   | 4   |
| 2013–14       | Anaheim Ducks           | NHL           | 81    | 43  | 39  | 82  | 65    | 13  | 4  | 7  | 11  | 19  |
| 2014–15       | Anaheim Ducks           | NHL           | 67    | 33  | 22  | 55  | 67    | 16  | 10 | 8  | 18  | 14  |
| 2015–16       | Anaheim Ducks           | NHL           | 82    | 34  | 28  | 62  | 68    | 7   | 0  | 4  | 4   | 6   |
| 2016–17       | Anaheim Ducks           | NHL           | 82    | 19  | 34  | 53  | 76    | 17  | 4  | 7  | 11  | 34  |
| 2017–18       | Anaheim Ducks           | NHL           | 71    | 17  | 32  | 49  | 71    | 4   | 0  | 0  | 0   | 8   |
| 2018–19       | Anaheim Ducks           | NHL           | 31    | 6   | 4   | 10  | 27    | —   | —  | —  | —   | —   |
| 2019–20       | Dallas Stars            | NHL           | 57    | 5   | 16  | 21  | 70    | 27  | 5  | 4  | 9   | 27  |
| 2020–21       | Montreal Canadiens      | NHL           | 49    | 9   | 12  | 21  | 39    | 22  | 4  | 6  | 10  | 25  |
| 2021–22       | Tampa Bay Lightning     | NHL           | 82    | 19  | 21  | 40  | 66    | 23  | 6  | 5  | 11  | 26  |
| 2022–23       | Tampa Bay Lightning     | NHL           | 81    | 12  | 13  | 25  | 95    | 6   | 2  | 3  | 5   | 7   |
| 2023–24       | Chicago Blackhawks      | NHL           | 16    | 4   | 5   | 9   | 12    | —   | —  | —  | —   | —   |
| 2023–24       | Edmonton Oilers         | NHL           | 38    | 8   | 5   | 13  | 34    | 19  | 1  | 2  | 3   | 12  |
| Totais da NHL | Totais da NHL           | Totais da NHL | 1,311 | 429 | 476 | 905 | 1,426 | 215 | 54 | 73 | 127 | 283 |